# فهرست شاهان پهلوی
دودمان پهلوی آخرین دودمان شاهان ایران بود که از ۲۱ آذر ۱۳۰۴ تا ۲۲ بهمن ۱۳۵۷ به‌مدت ۵۳ سال بر ایران سلطنت کردند. در مجموع، دو شاه از دودمان پهلوی بر ایران حکومت کردند: رضاشاه از ۲۱ آذر ۱۳۰۴ تا ۲۵ شهریور ۱۳۲۰ و محمدرضاشاه از ۲۵ شهریور ۱۳۲۰ تا ۲۲ بهمن ۱۳۵۷. رضاشاه که تا پیش از به سلطنت رسیدن رضاخان نیز نامیده می‌شد، با فرمان نخستین مجلس مؤسسان ایران به دوران ۱۲۹ ساله سلطنت شاهان قاجار پایان داد و سلسله پهلوی را پایه‌گذاری کرد. با شعله‌ور شدن آتش جنگ جهانی دوم، نیروهای متفقین، امپراتوری بریتانیا و اتحاد جماهیر شوروی به ایران حمله‌ور شدند و دوران سلطنت ۱۶ ساله رضاشاه بر ایران در ۲۵ شهریور ۱۳۲۰ پایان یافت. بعد از رضاشاه ولیعهد و فرزند ارشد وی، محمدرضا، پادشاه ایران شد. محمدرضاشاه تا ۱۳۵۷ و بیش از ۳۷ سال بر ایران حکومت کرد و در ۲۶ دی ۱۳۵۷ در پی گسترده شدن حوادث انقلاب ۱۳۵۷ ایران را ترک کرد و در ۲۲ بهمن همان سال با پیروزی انقلاب ۱۳۵۷ تاج و تخت سلطنت را از دست داد. بعد از انقلاب ۱۳۵۷، محمدرضا پهلوی دیگر هرگز به ایران بازنگشت و سلطنت دودمان پهلوی در ایران به پایان رسید.
پس از انقراض این سلسله سه تن از این دودمان، مدعی تاج و تخت ایران شدند: به دنبال انقلاب ۱۳۵۷ و برکناری محمدرضا شاه از سلطنت، وی تا زمان مرگش در ۵ مرداد ۱۳۵۹ مدعی تاج و تخت ایران بود. در پی مرگ محمدرضا پهلوی و به دلیل اینکه بر اساس قانون اساسی مشروطه ایران ولیعهد تا پیش از رسیدن به سن ۲۰ سالگی نمی‌توانست به مقام شاهی برسد، فرح پهلوی، شهبانوی پیشین ایران، به‌عنوان نایب‌السلطنه، جانشین محمدرضا پهلوی شد. در ۹ آبان ۱۳۵۹ و در پی ۲۰ ساله شدن رضا پهلوی، وی به‌طور رسمی مدعی تاج و تخت سلطنت ایران شد.

## پیشینه

### رضا شاه
رضا شاه، نخستین شاه این دودمان، زادهٔ ۲۴ اسفند ۱۲۵۶ ه‍.خ در آلاشت مازندران و در خانواده‌ای دهقان بدنیا آمد. پدرش عباسعلی داداش بیگ سوادکوهی، یاور فوج سوادکوه بود که با عنوان یاور (معادل ستوان) در فوج هفتم سوادکوه از فوج‌های مازندران خدمت می‌کرد. عباسعلی خان متولد سال ۱۲۳۰ ه‍.ق برابر با ۱۱۹۳ ه‍.خ در آلاشت و از اهالی آلاشت و فرزند مرادعلی خان سلطان (سلطان درجه نظامی برابر سرهنگ) بود. مرادعلی خان از اهالی آلاشت متولد ۱۲۱۰ ه‍.ق و پدر بزرگ رضاخان و صاحب منصب فوج سوادکوه بود که در سال ۱۲۷۲ ه‍.ق (برابر با ۱۲۳۵ ه‍.خ) در جنگ هرات در مقابل انگلیسی‌ها کشته شد. نوش‌آفرین آیرملو، مادر رضا شاه، پس از مرگ پدرش وی را به تهران برد و رضا در سنین نوجوانی به بریگاد قزاق تهران پیوست. در سال‌های پایانی قرن سیزدهم هجری به دنبال قرن‌ها رهبری ضعیف شاهان پیش و همچنین جنگ بین دولت‌های خارجی در خاک ایران در فاصله ۱۹۱۴ تا ۱۹۱۹ م. کشور ایران در وضع بسیار بدی قرار داشت. احمد شاه قاجار، آخرین شاه دودمان قاجاریه بسیار جوان و ناتوان از اداره مملکت بود، وی کابینه‌ای ضعیف و فاسد داشت و ایران عملاً تحت حاکمیت کشورهای خارجی به ویژه امپراتوری روسیه و بریتانیا که در ایران منافع اقتصادی و ژئوپولتیکی فراوانی داشتند اداره می‌شد. در پی این شرایط نابه‌سامان رضا خان در ۳ اسفند ۱۲۹۹ م. به همراه ۱۲۰۰ سرباز دست به کودتا زد و تهران را اشغال کرد. به دنبال این کودتا سید ضیاالدین طباطبایی به عنوان نخست‌وزیر جدید منصوب شد و چند هفته بعد نیز رضا خان به عنوان وزیر جنگ جدید برگزیده شد. مدتی بعد احمد شاه ایران را ترک کرد و نمایندگان مجلس پنجم شورای ملی در ۱۰ آبان ۱۳۰۴ ه‍.خ در غیاب وی طرحی را به تصویب رساندند که طی آن احمد شاه قاجار از سلطنت خلع و قدرت به رضا پهلوی واگذار شد. با منقرض شدن دودمان قاجار و آغاز سلطنت رضاشاه شاهنشاهی ایران نیز تأسیس و جایگزین ممالک محروسه ایران شد. در زمان حکومت رضا شاه و در ۶ دی ۱۳۱۳ ه‍.خ نام رسمی ایران از پرشیا و پرسه به ایران تغییر یافت. این امر طی اعلامیه‌ای رسمی و درخواست دولت ایران از مجامع بین‌المللی صورت گرفت. رضا شاه ۱۶ سال بر ایران حکومت کرد و در دوران حکومتش اقدامات فراوانی انجام داد که از مهم‌ترین آن‌ها می‌توان به نوسازی ارتش ایران، کشف حجاب، احداث راه‌آهن سراسری ایران و تدوین قانون مدنی ایران اشاره کرد. دوران سلطنت رضاشاه با حوادث بین‌المللی مهمی به ویژه سال‌های دهه ۱۹۳۰ م. و حوادث زمینه‌ساز جنگ جهانی دوم همزمان شده بود و در ۱۳۲۰ ه‍.خ با آغاز جنگ جهانی دوم و با وجود اعلام بی‌طرفی از سوی ایران در این جنگ، نیروهای اتحاد جماهیر شوروی و بریتانیا به بهانه جلوگیری از نفوذ آلمان نازی به ایران حمله کردند، ایران را به اشغال خود درآوردند و رضا شاه را از سلطنت خلع و از ایران تبعید کردند. رضا شاه سال‌های پایانی عمرش را در ژوهانسبورگ در آفریقای جنوبی به سر برد و در ۴ مرداد ۱۳۲۳ ه‍.خ در همان‌جا در گذشت.

### محمدرضا شاه
محمدرضا شاه، دومین شاه این دودمان در ۴ آبان ۱۲۹۸ در خانه‌ای در دروازه قزوین تهران به دنیا آمد. وی که چهارمین فرزند رضا خان و نخستین فرزند مذکرش بود در ۷ سالگی و پس از به شاهی رسیدن رضا خان به ولیعهدی برگزیده شد. محمدرضا در تهران به مدرسه نظام رفت و در ۱۳۱۰ برای ادامه تحصیل عازم کشور سوئیس شد. بعد از برکناری رضا شاه  در ۲۵ شهریور ۱۳۲۰ محمدرضا به عنوان دومین شاه این دودمان جانشین پدرش شد. سلطنت محمدرضا شاه در سال‌های نخست تحت تأثیر اتفاقاتی همچون جنگ جهانی دوم، اشغال ایران، جمهوری مهاباد و غائله آذربایجان بود. با پایان جنگ جهانی دوم و خروج نیروهای نظامی خارجی از ایران و در پایان دهه ۱۳۲۰ ه‍.خ صنعت نفت در ایران ملی شد و اتفاقاتی که در پی ملی شدن نفت ایران رخ داد باعث شدند تا محمدرضا شاه و محمد مصدق، نخست‌وزیر، دچار اختلاف شوند و در ۲۸ مرداد ۱۳۳۲ ه‍.خ ارتش ایران با حمایت سازمان‌های اطلاعاتی آمریکا و انگلیس دست به کودتا زد و مصدق برکنار شد و محمدرضا شاه قدرت را در دست گرفت. در این سال‌ها دو ابرقدرت آن زمان، ایالات متحده آمریکا و شوروی درگیر جنگ سرد شده بودند و ایران نیز با پیوستن به سازمان پیمان مرکزی پیش از پیش به آمریکا و بلوک غرب نزدیک و تبدیل به یکی از متحدان اصلی این کشور در خاورمیانه شد. در پی این اتفاقات قدرت محمدرضا شاه در ایران دو چندان شد و در سال‌های بعدی وی پایه‌گذار اقداماتی همچون دادن حق رأی به زنان، انقلاب سفید و ایجاد سازمان رادیو تلویزیون ملی ایران اشاره کرد. در ۱۳۵۷ ه‍.خ با گسترش نارضایتی‌ها میان مردم از قدرت محمدرضا شاه کاسته شد و به دنبال گسترده‌شدن حادثه‌های انقلاب در ۲۶ دی ۱۳۵۷ ه‍.خ محمدرضا شاه ایران را ترک کرد و قدرت را به نخست‌وزیر وقت شاپور بختیار سپرد. دوران نخست‌وزیری بختیار چندان دوامی نداشت و در ۲۲ بهمن ۱۳۵۷ ه‍.خ با اعلام بی‌طرفی ارتش دولت بختیار نیز از قدرت کنار رفت و با پیروزی انقلاب دوران ۳۷ سال سلطنت محمدرضا شاه به پایان رسید.

### مدعیان سلطنت
با وجود آنکه محمدرضا شاه هیچ‌گاه به‌طور رسمی تاج و تخت را واگذار نکرد و از مقام خود کناره‌گیری نکرد اما با یک همه‌پرسی در ایران در فروردین ۱۳۵۸ حکومت مشروطه سلطنتی پایان یافت و نظام جمهوری اسلامی جایگزینش شد. محمدرضا پهلوی که چند روز پیش از پیروزی انقلاب و در ۲۶ دی ۱۳۵۷ ایران را ترک کرده بود دیگر هیچ‌گاه به ایران بازنگشت. او پس از ترک ایران مدتی در مصر، مراکش، باهاما، مکزیک و آمریکا به سر برد و در نهایت به دعوت انور سادات رئیس‌جمهور وقت مصر به قاهره رفت که در ۵ مرداد ۱۳۵۹ در همان شهر در اثر سرطان گره‌های لنفاوی درگذشت. در پی مرگ محمدرضا پهلوی و به دلیل آن‌که فرزندش رضا پهلوی هنوز به سن قانونی ۲۰ سالگی نرسیده بود فرح دیبا، شهبانوی ایران مدعی سلطنت ایران شد. در ۹ آبان ۱۳۵۹ رضا پهلوی به سن قانونی رسید و با اعلام رسمی مدعی سلطنت ایران شد.

## فهرست
| شاهان دودمان پهلوی                                                         | شاهان دودمان پهلوی | شاهان دودمان پهلوی | شاهان دودمان پهلوی                                            | شاهان دودمان پهلوی | شاهان دودمان پهلوی                          | شاهان دودمان پهلوی             | شاهان دودمان پهلوی  |
| ناممدت سلطنت                                                               | پرتره              | نشان               | زادهپدر و مادر                                                | همسران | درگذشت                                      | حق جانشینی                     | منبع                |
| -------------------------------------------------------------------------- | ------------------ | ------------------ | ------------------------------------------------------------- | --- | ------------------------------------------- | ------------------------------ | ------------------- |
| رضا شاه رضا پهلوی ۲۴ آذر ۱۳۰۴ تا ۲۵ شهریور ۱۳۲۰ (۱۵ سال، ۲۷۶ روز)          |                    |                    | ۲۴ اسفند ۱۲۵۶ آلاشت پسر عباسعلی داداش‌بیگ و نوش‌آفرین آیرملو    | (۱) مریم سوادکوهی ۱۲۷۴ ۱ فرزند (۲) تاج‌الملوک آیرملو تهران ۱۲۹۵ ۴ فرزند (۳) توران امیرسلیمانی تهران ۱۳۰۱ ۱ فرزند (۴) عصمت دولتشاهی تهران ۱۳۰۲ ۵ فرزند | ۴ مرداد ۱۳۲۳ ژوهانسبورگ سن: ۶۶ سال، ۱۳۴ روز | مصوبه مجلس و تشکیل مجلس مؤسسان | [ ۱ ] [ ۱۵ ]        |
| محمدرضا شاه محمدرضا پهلوی ۲۵ شهریور ۱۳۲۰ تا ۲۲ بهمن ۱۳۵۷ (۳۷ سال، ۱۴۹ روز) |                    |                    | ۴ آبان ۱۲۹۸ دروازه قزوین، تهران پسر رضاشاه و تاج‌الملوک آیرملو | (۱) فوزیه فؤاد قاهره ۲۵ اسفند ۱۳۱۷ ۱ فرزند (۲) ثریا اسفندیاری تهران ۲۳ بهمن ۱۳۲۹ بدون فرزند (۳) فرح دیبا تهران ۳۰ آبان ۱۳۳۸ ۴ فرزند                  | ۵ مرداد ۱۳۵۹ قاهره سن: ۶۰ سال، ۲۷۶ روز      | فرزند رضا شاه                  | [ ۲ ] [ ۱۶ ] [ ۱۷ ] |
| مدعیان سلطنت                                                               |                    |                    |                                                               | |                                             |                                |                     |
| محمدرضا پهلوی ۲۳ بهمن ۱۳۵۷ تا ۵ مرداد ۱۳۵۹ (۱ سال، ۱۶۸ روز)                |                    |                    | ۴ آبان ۱۲۹۸ دروازه قزوین، تهران پسر رضاشاه و تاج‌الملوک آیرملو | (۱) فوزیه فؤاد قاهره ۲۵ اسفند ۱۳۱۷ ۱ فرزند (۲) ثریا اسفندیاری تهران ۲۳ بهمن ۱۳۲۹ بدون فرزند (۳) فرح دیبا تهران ۳۰ آبان ۱۳۳۸ ۴ فرزند                  | ۵ مرداد ۱۳۵۹ قاهره سن: ۶۰ سال، ۲۷۶ روز      | شاه پیشین                      |                     |
| رضا پهلوی ۹ آبان ۱۳۵۹ تا اکنون (۴۴ سال، ۲۴۷ روز)                           |                    |                    | ۹ آبان ۱۳۳۹ تهران پسر محمدرضا پهلوی و فرح پهلوی               | یاسمین اعتماد امینی گرینویچ ۲۲ خرداد ۱۳۶۵ ۳ فرزند | زنده سن: ۶۴ سال، ۲۴۷ روز                    | ولیعهد شاه پیشین               | [ ۱۴ ]              |

## برای مطالعهٔ بیشتر
- Cronin, Stephanie (1997). The Army and Creation of the Pahlavi State in Iran, 1921-1926 (به انگلیسی). London: I.B. Tauris. p. 224.
- Afkhami, Gholam reza (2009). The life and times of the Shah (به انگلیسی). London: University of California Press. p. 740.
- Milani, Abbas (2011). The Shah (به انگلیسی). New York: Palgrave Macmillan. p. 496.